# Rabāb

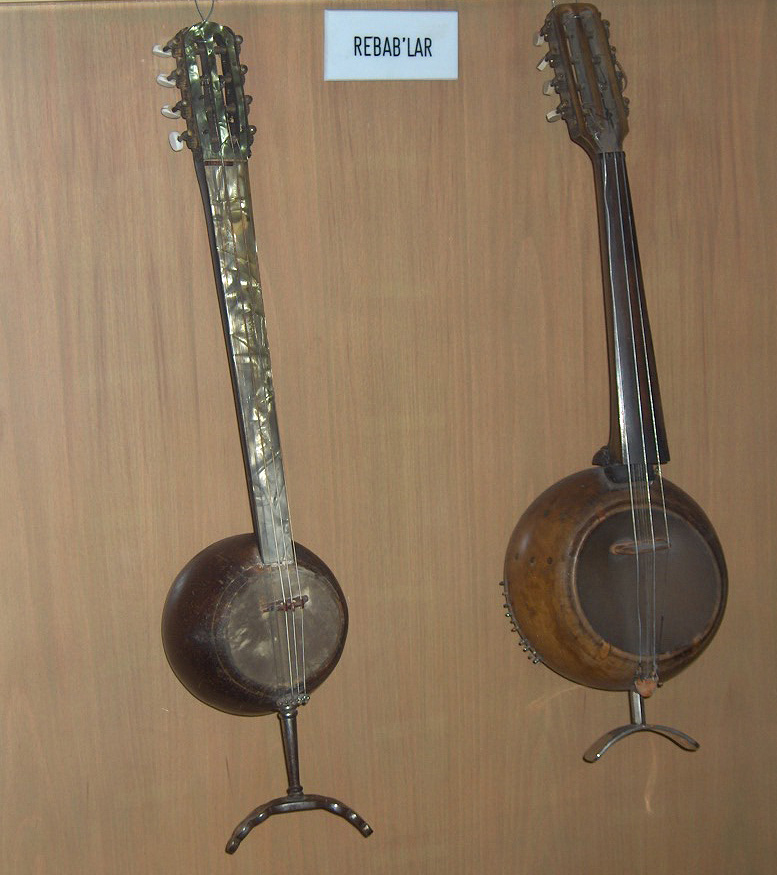
Türkische rebap im Mevlana-Museum in Konya

Rabāb, auch rabab, rebab, rbab, rababa und ähnliche Schreibweisen (arabisch رباب, DMG rabāb), bezeichnet zum einen mit dem Bogen gestrichene Lauteninstrumente, häufig Spießgeigen mit einem runden oder rechteckigen Resonanzkörper, ein bis drei Saiten und einer Decke aus Tierhaut, die vom Maghreb in Nordafrika über die arabischen Länder des Nahen Ostens, Türkei, Iran bis nach Südostasien verbreitet sind. 
Zum anderen steht in Südasien und Zentralasien das Wortumfeld rabāb für gezupfte Langhalslauten, darunter die rubāb in Afghanistan.
Des Weiteren ist im Sudan rabāb oder rabāba ein gebräuchlicher Alternativname der Schalenleier tanbura.

## Verbreitung
Über Spanien und Sizilien gelangte die rabāb nach Mitteleuropa und regte hier im 13. Jahrhundert die Rebec an, eines der wichtigsten Streichinstrumente des Mittelalters. Im mittelalterlichen Nordafrika war die rebāb andalūsī ähnlich beliebt wie die orientalische Kurzhalslaute ʿūd. Trotz ihres begrenzten Tonumfangs von etwas mehr als einer Oktave wurde die rebab zu einem beliebten Instrument der Unterhaltungsmusik im Osmanischen Reich. Ähnlichkeiten bestehen zur in der iranischen Musik gespielten, etwas längeren Streichlaute kamantsche. 
In Afghanistan ist die rubāb ein Zupfinstrument mit etwa 19 Saiten und einem doppelten Korpus. Aus der rubab hat sich die gezupfte iranische Langhalslaute tar mit doppeltem Resonanzkörper entwickelt. Die in der Mogulzeit in Indien gespielte rabāb war eine fünfsaitige gezupfte Langhalslaute mit einem runden Korpus, die im 19. Jahrhundert durch die sursingar ersetzt wurde. 
In verschiedenen arabischen und zentralasiatischen Ländern bis nach China gibt es, entwickelt aus der arabischen Konsonantenwurzel r-b-b, unter Bezeichnungen wie rawap bei den Uiguren sowie rebab, rubab, robab und rababah weitere Saiteninstrumente; die meisten zentralasiatischen sind mit dem afghanischen Modell verwandt. Ihr Verbreitungsgebiet reicht von der einsaitigen gestrichenen Kastenspießlaute ribab der marokkanischen Rwais-Berber im Westen über die zweisaitige rabāba in Ägypten bis zur südostasiatischen Stachelfiedel rebab mit einem kleinen runden Resonanzkörper und drei Saiten, die in Indonesien bis in die muslimische Musik von Lombok im Osten vorkommt. 